# Français au New Hampshire
Cet article traite de la présence de la langue française, la variété du Français de Nouvelle-Angleterre, au New Hampshire, un État du nord-est des États-Unis, juste au sud du Québec.
Après l'anglais, la deuxième langue de l'État est le français qui est parlé particulièrement dans le nord, près de la frontière québécoise. Selon le recensement de 2000, les Franco-Américains (d'origine française ou franco-canadienne) composent le plus grand pourcentage de la population du New Hampshire avec 25,2 % et plus de 16 % de la population parle le français à la maison dans le comté de Coös.

## Gouvernement

### La Commission des échanges culturels américaine et canadienne française
Établie en 1973, cette commission s'occupe des liens entre le New Hampshire et les pays et régions francophones du monde. Elle est composée de onze membres, nommé par le gouverneur et conseil pour un terme de sept ans, qui habitent dans l'état et qui parlent le français.

#### Membres actuels
Joseph Dion de Manchester est le président actuel.
- Adèle Boufford Baker de Manchester
- Émile D. Beaulieu de Goffstown
- Paul R. Boucher de Lebanon
- Helen Pelletier Closson de Manchester
- Éric Drouart de Nashua
- Albert W. Hamel de Chester
- J. Claude Laroche de Manchester
- Benoit L. Lamontagne de Colebrook
- Lucie Therrien de Portsmouth
- Robert W. Therrien Sr. de Keene

### Relations avec le Canada francophone
Depuis 1964, le New Hampshire et le Québec ont conclu au moins 5 ententes directes dans les cadres suivants : la sécurité publique, la culture, l'environnement et les transports. Le New Hampshire participe aussi à la réunion annuelle entre la Conférence des Gouverneurs de la Nouvelle Angleterre et les Premiers Ministres de l'Est du Canada, où le Québec et le Nouveau-Brunswick utilisent le français par statut officiel.

## Commerce

### Domestique

#### La caisse populaire Ste-Marie
Aux États-Unis, la caisse populaire Ste-Marie de Manchester a l'honneur d'être considérée comme la première caisse populaire du pays[réf. souhaitée]. À la sollicitation de monseigneur Pierre Hevey de l'église St-Marie, inquiet de la situation financière des membres de sa congrégation d'ouvriers canadiens-français, Alphonse Desjardins est allé à Manchester pour décrire le mouvement des caisses populaires. À la fin de sa conférence, son audience a décidé de former « La Caisse Populaire Ste- Marie » qui a suivi le modèle des caisses Desjardins. Cette Caisse Populaire s'est ouverte le 24 novembre 1908 à la maison de Joseph Boivin, l'homme élu comme directeur bénévole, et l'America's Credit Union Museum (en français, Le Musée des États-Unis des Caisses Populaires) s'y trouve aujourd'hui. Depuis cette époque, Ste-Marie grandissait, par La Grande Dépression où elle restait ouverte pendant les fermetures bancaires déclarées par le président Roosevelt, à son 100e anniversaire avec l'actif bancaire de 652 287 000 dollars,,,.